# Catedral de Oviedo
La Santa Iglesia Basílica Catedral Metropolitana de San Salvador de Oviedo es una catedral de estilo gótico que se encuentra en la ciudad de Oviedo (Principado de Asturias, España). Es conocida también como Sancta Ovetensis, refiriéndose a la calidad y cantidad de las reliquias que contiene.
Comenzó a edificarse a finales del siglo XIII por la sala capitular y el claustro, y su construcción se prolongó durante tres siglos hasta el remate de la torre a mediados del siglo XVI. Posteriormente se añadiría una girola en el siglo XVII además de diversas capillas anexas a las naves laterales.
La iglesia está emplazada en el lugar del anterior conjunto catedralicio prerrománico del siglo IX, alguno de cuyos edificios han sobrevivido. Por esta razón y lo dilatado de la construcción del edificio actual, este contiene estructuras de estilo prerrománico (Cámara Santa), románico (bóvedas y apostolado de la Cámara Santa), gótico (fachada, naves y claustro), renacentista (remate de la torre) y barroco (girola, Capilla del Rey Casto y otras capillas).
La Cámara Santa, del siglo IX, está declarada Patrimonio de la Humanidad por la Unesco y alberga las joyas más preciadas de la catedral: las cruces de la Victoria y de los Ángeles, símbolos de Asturias y de la ciudad de Oviedo respectivamente, la Caja de las Ágatas y el Arca Santa, que contiene un gran número de reliquias entre las que se encuentra el Santo Sudario.
En 2015, en la aprobación por la Unesco de la ampliación del Camino de Santiago en España a «Caminos de Santiago de Compostela: Camino francés y Caminos del Norte de España», fue incluida, con la Cámara Santa, como uno de los bienes individuales (n.º ref. 669bis-005) del camino primitivo.

## Historia

### Basílica de Fruela I
El rey asturiano Fruela I mandó construir una basílica consagrada a San Salvador en el terreno donde hoy se encuentra la actual catedral de Oviedo. El momento exacto de la fundación es desconocido, si bien, gracias a una de las dos inscripciones fundacionales de la catedral de Alfonso II de Asturias el Casto, se puede atestiguar la fundación de la iglesia por parte de Fruela I. Aunque estas inscripciones fundacionales fueron destruidas a principios del siglo XVI, el texto fue recogido por el obispo Pelayo en el Liber Testamentorum Ecclesiae Ovetensis o Libro de los testamentos.

QUICVMQUE CERNIS HOC TEMPLUM DEI HONORE DIGNVUM, NOSCITO HIC
ANTE ISTVM FVISSE ALTERVUM, HOC EODEM ORDINE SITVUM, QVOD PRINCEPS
CONDIDIT SALVATORI DOMNO SVPPLEX PER OMNIA FROILA, DVODECIM
APOSTOLIS DEDICANS BISSENA ALTARIA; POR QVO AD DEVM SIT VESTRA
CVNCTORVUM ORATIO PIA, VT VOBIS DET DOMINVS SINE FINE PRAMIA DIG
NA. PRAETERITVM HIC ANTE HEDIFICVUM FVIT PARTEM A GENTILIBVUS DI
RVTVM SORDIBVSQVE CONTAMINATVM, QVOD DENVO TOVM A FAMVLO
DEI ADEFONSO COGNOSCITVR ESSE FVNDATVM ET OMNE IN MELIVS RE
NOVATVM. SIT MERCES ILLI PRO TALI, CHRISTE, LABORE ET LAVS HIC IVGIS
SIT SINE FINE TIBI.
Quien quiera que contemple este templo honrado por el culto de Dios,
 conoce que anterior a éste hubo aquí otro,
 dispuesto del mismo modo, siendo fundado por Froila siervo del Señor Salvador,
 ofreciendo doce altares a los doce apóstoles;
 en cuyo favor sea piadosa vuestra oración hacia Dios,
 para que os de el Señor digna recompensa.
 Este edificio anterior fue parcialmente destruido por los paganos
y profanado por los herejes,
 por lo que fue enteramente fundado de nuevo
por el siervo de Dios Alfonso y renovado para su mejora.
 A él, Cristo, séale dada la gracia por tal labor y a Ti,
 aquí, alabanza incesante sin fin.
Traducción propia Wikipedia

En 794, una incursión musulmana destruye y saquea la basílica de Fruela I. No se posee ningún dato de la morfología del edificio.

### Conjunto de Alfonsoel Casto

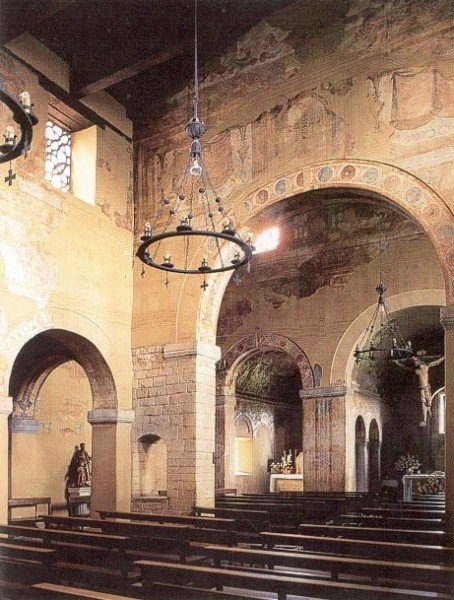
Iglesia de Santullano, ejemplo de lo que pudo ser la basílica de San Salvador en tiempos de Alfonso II el Casto

El rey Alfonso II el Casto, al trasladar la capital del Reino de Asturias a Oviedo, mandó edificar un conjunto catedralicio en los mismos terrenos, aprovechando algunos espacios de la antigua iglesia de San Salvador, conjunto que responde al esquema urbanístico de la Alta Edad Media: una catedral doble, es decir, única en su concepción institucional, pero que se concreta en dos edificios con diferentes usos, la residencia del obispo, dependencias episcopales y un muro de defensa.
La Crónica Silense da cuenta de la construcción durante treinta años del complejo eclesiástico que incluía además la Iglesia de San Tirso, confirmando la existencia de un ambicioso proyecto constructivo a largo plazo.

#### El conjunto de iglesias
El conjunto de iglesias estaba formado por varios edificios de culto de los que tenemos algunas referencias documentales, el monasterio de San Vicente, el posterior de San Juan Bautista y San Pelayo y, como núcleo principal, las basílicas de San Salvador y la de Santa María, que estuvo en pie hasta el siglo XVIII, aneja a la anterior como espacio cementerial. San Salvador, era la iglesia principal y muy posiblemente "iglesia propia" del rey, mientras que Santa María, estaba dedicada a liturgia funeraria dedicada a Alfonso II y, después, a todos los reyes de Asturias. De hecho, los citados y monasterios benedictinos de San Vicente (masculino) y San Juan Bautista y San Pelayo (femenino) también participaban de la liturgia funeraria en Santa María, tal y como se documenta hasta el siglo XVI, cuando esta auténtica ciudad santa se descompuso tras la reconstrucción de San Vicente y el cambio de ubicación de su iglesia y la ulterior segregación de San Pelayo en una estricta clausura femenina, cerrándose las puertas que comunicaban ambas instituciones con el cementerio de San Salvador, centrado en la capilla funeraria regia.
La basílica de San Salvador fue verosímilmente consagrada el 13 de octubre de 821. Era un edificio de tres naves con cabecera triple rectangular y cubierta de madera, según el modelo de la Iglesia de Santullano. Sus dimensiones eran, aproximadamente, de 40 m de longitud, 20 m de ancho y 25 m de altura máxima. La cabecera tripartita albergaba un altar principal dedicado a San Salvador, advocación del templo, y otros doce dedicados a los apóstoles, que llegaron a ser posteriormente veintiuno, teniendo muchos de ellos una doble dedicatoria. La iglesia estaría decorada con pinturas de estilo semejante a las existentes en Santullano.

#### El espacio para la residencia del clero y el futuro palacio episcopal

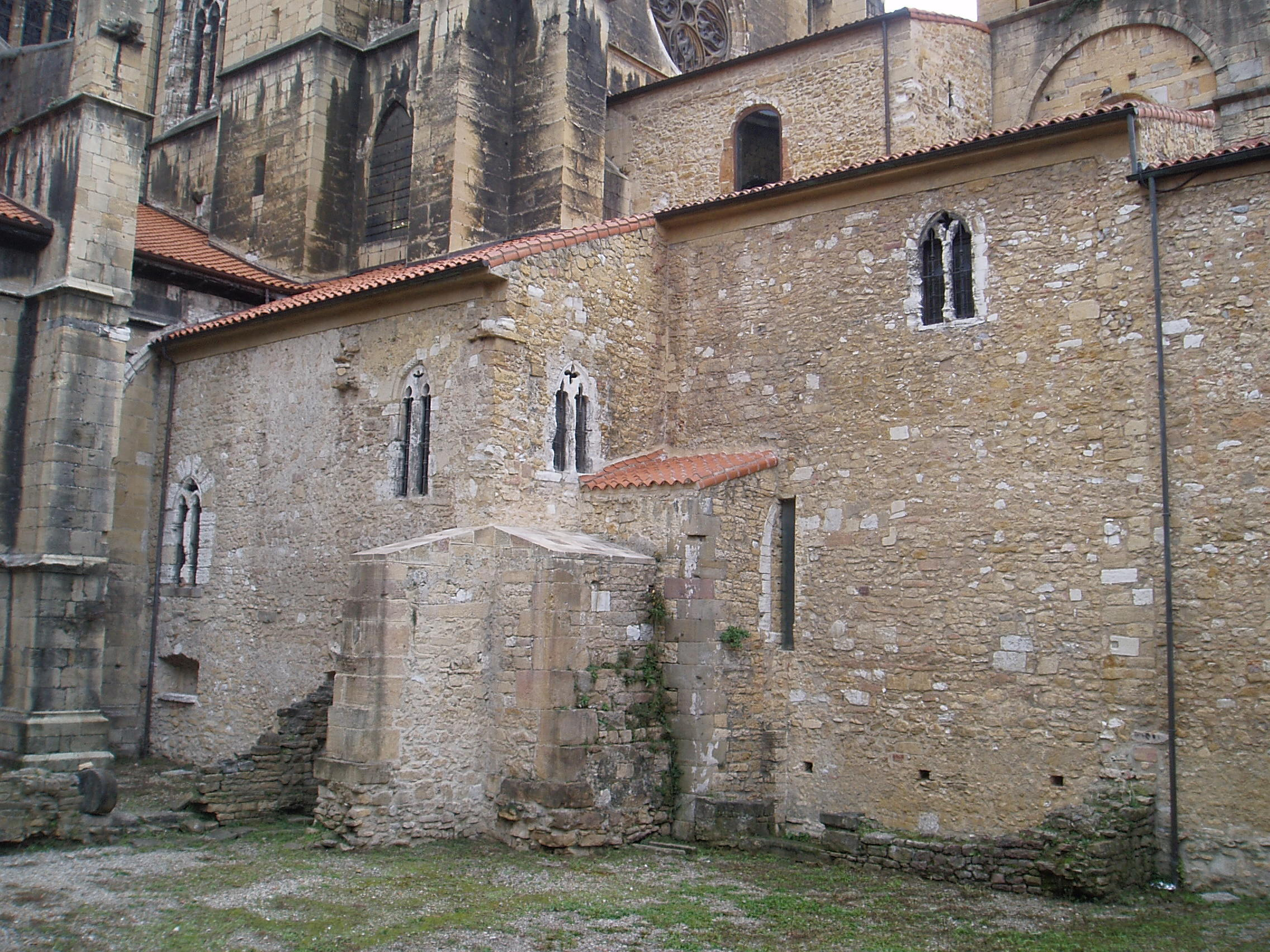
Edificios prerrománicos pertenecientes a las dependencias episcopales situadas al sur de San Salvador, ahora embebidos en la caja de la escalera de acceso a la Cámara Santa, del, y descubiertos en las excavaciones de 1998

Al sur de San Salvador se situaban una serie de construcciones de las que hoy en día quedan restos al sur de la catedral y por debajo del actual palacio episcopal. Aprovechando la total destrucción del mismo durante la guerra civil española y como parte de los trabajos de reconstrucción, se realizaron entre 1942 y 1950 unas excavaciones por la que los arqueólogos José María Fernández Buelta y Víctor Hevia Granda determinaron que correspondían al palacio real de Alfonso II el Casto. Sin embargo esta opinión es rechazada actualmente por otros historiadores, como César García de Castro Valdés y Eduardo Carrero Santamaría, quienes cuestionan la original localización del palacio, mientras que los restos vecinos a la catedral debieron pertenecer al clero que se ocupó de San Salvador hasta su promoción a catedral, momento en que debieron transformarse en palacio del Obispo y otras dependencias episcopales, a la par que en sus alrededores se edificaban las casas y palacios de las dignidades capitulares que, en buena medida, pervivieron topográficamente hasta la contemporánea apertura de la actual Corrada del Obispo. La Cámara Santa sería, por tanto, el tesoro de la catedral de San Salvador, siguiendo las constantes de la arquitectura de la época, compuesto por dos espacios superpuestos y adosados a una estructura cuadrada más alta llamada Torre de San Miguel. No queda constancia documental sobre el funcionamiento del piso bajo, apodado como "cripta de Santa Leocadia", que sirvió como espacio de enterramiento en fechas algo posteriores a su construcción, con la elevación de un pórtico funerario en su lado norte. El superior, el propio tesoro, conocido más tarde como Capilla de San Miguel, adquirió en el siglo XI, una vez desarrollado el culto a las reliquias y la peregrinación, la función de relicario que conserva en la actualidad. Se supone que la construcción de este edificio tuvo lugar hacia el 884, en pleno reinado de Alfonso III el Magno, conjuntamente con la Torre Vieja que le servía de defensa y completaba la fortificación del conjunto levantado anteriormente.

#### Reformas románicas

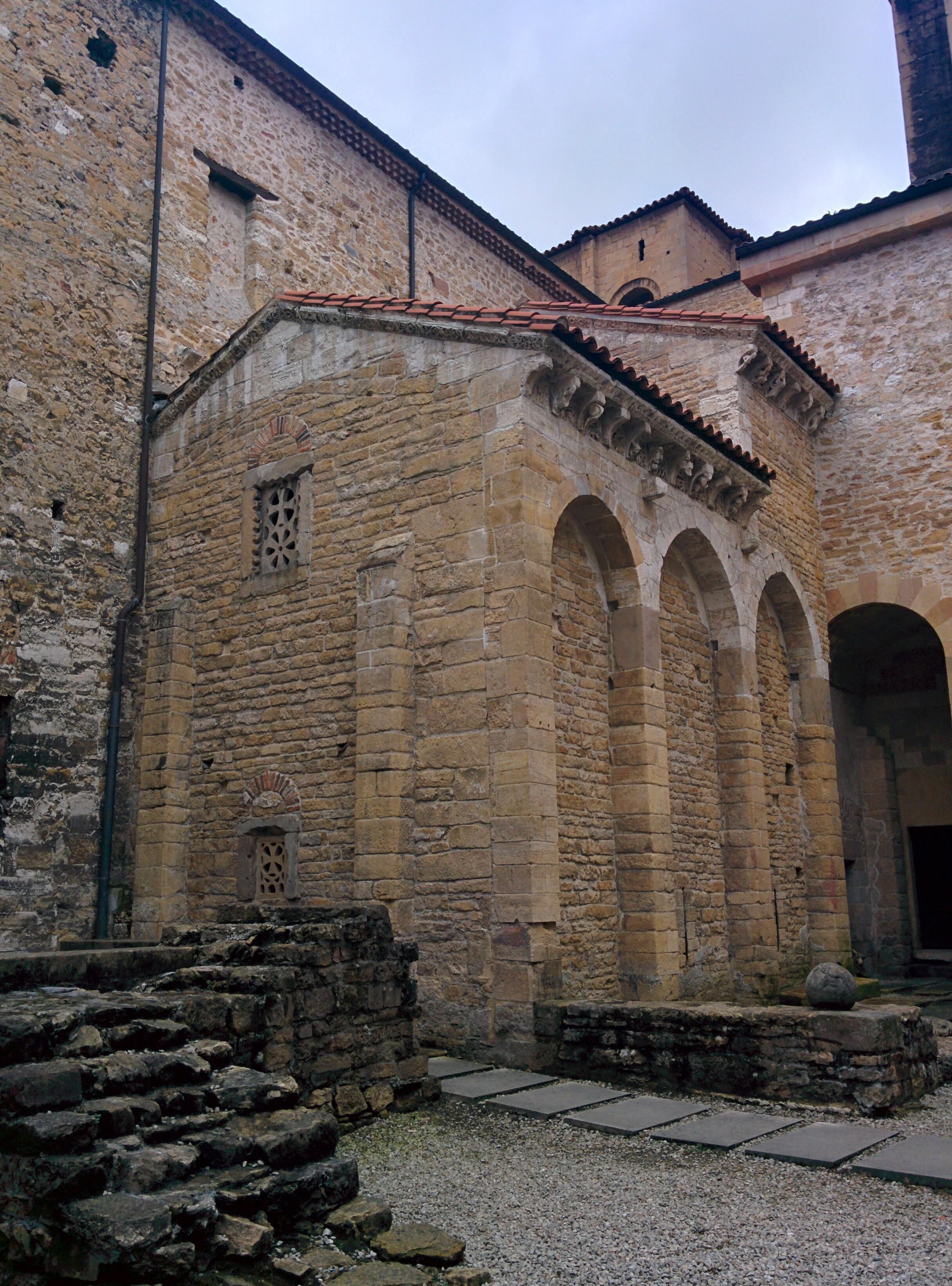
Imagen exterior de la Cámara Santa. Gracias a la diferente coloración de la piedra, se puede apreciar el recrecido de los muros que fue necesario para construir la bóveda añadida en el

A finales del siglo XI, la Torre Vieja completó su función defensiva con la de campanario, recibiendo para ello un cuerpo románico con dos vanos por fachada de medio punto rematado por una bóveda esquifada.
Más importante es la reforma llevada a cabo en la Cámara Santa a finales del siglo XII. La antigua cubierta de madera fue desmontada para construir a continuación una bóveda de cañón que descansa en el interior sobre columnas en las que se esculpió un Apostolado, obra cumbre del románico español. En el muro oeste se incrustaron las cabezas esculpidas de Cristo, San Juan y la Virgen, pintándose el resto de la escena sobre el propio muro. Los restos de pintura que quedaban en dicho muro desaparecieron con la voladura de la Cámara Santa durante la Revolución de Asturias de 1934, por lo que hoy en día las cabezas parecen estar fuera de contexto.

### La catedral gótica

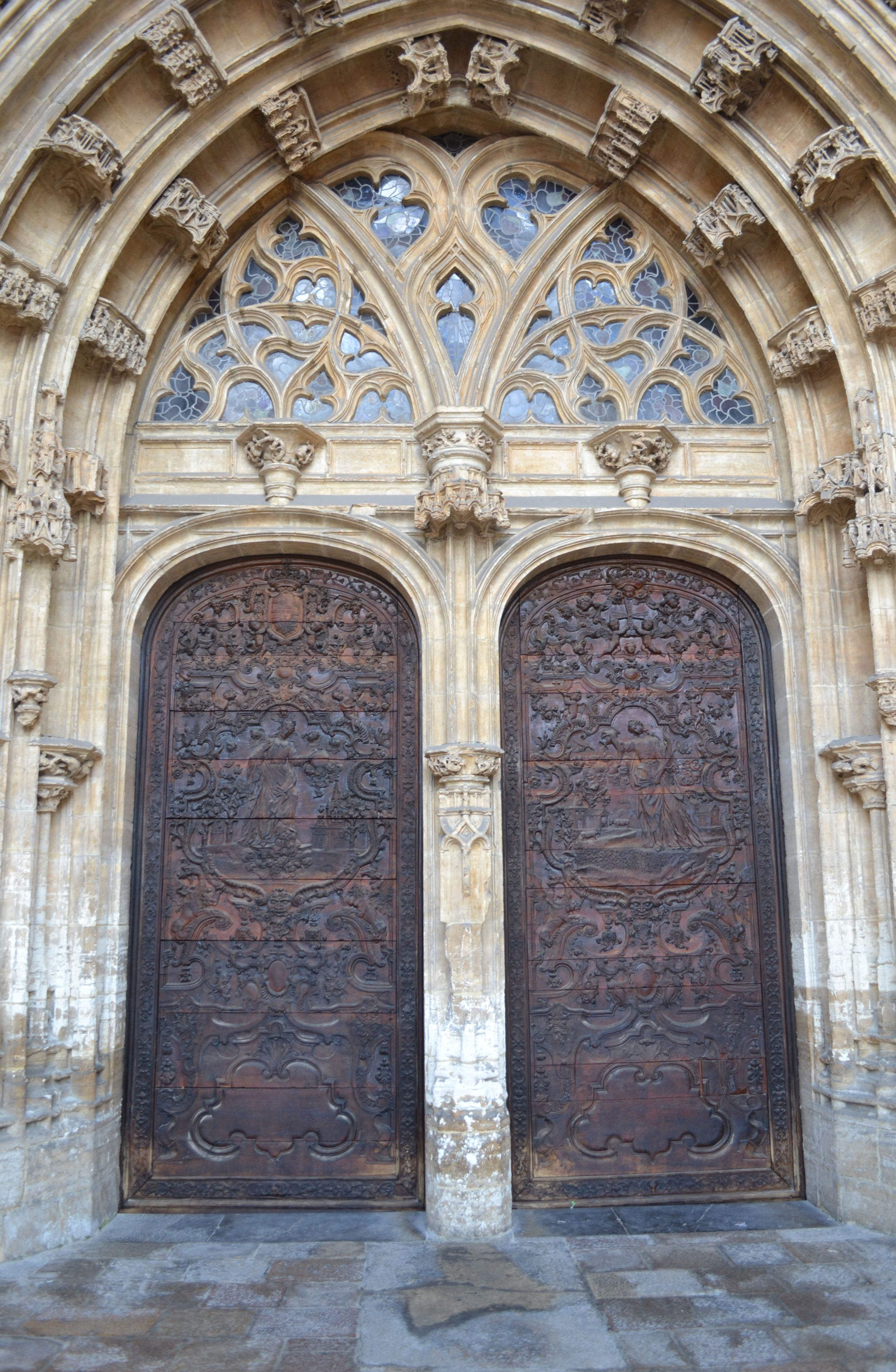
Puertas de la Catedral de Oviedo. El Salvador y Santa Eulalia de Mérida

La influencia de la arquitectura gótica, que ya era patente en Castilla a comienzos del siglo XIII, no llegó a Asturias hasta los años finales de dicho siglo, cuando comenzó la renovación gótica del conjunto catedralicio, no por el edificio principal, tal vez por reverencia hacia la antigua basílica o por escasez de recursos para afrontar una obra de tal envergadura, sino por edificios anexos: la sala capitular y el claustro. Se tendría que esperar casi otro siglo más para ver comenzada la catedral gótica.
La sala capitular debe su construcción al patrocinio del chantre de la catedral Pedro Esteban, fallecido en 1293 y enterrado en la propia sala, y al del deán y luego obispo Fernando Alfonso. No se conocen ni el arquitecto responsable del diseño y dirección de las obras del edificio, ni la fecha de comienzo de las mismas. Se sabe que en 1300 estaban ya comenzadas y que en marzo de 1314 tuvo lugar la primera reunión del cabildo catedralicio en la nueva sala.
La construcción del templo gótico comienza en 1382 bajo el mandato del obispo Gutierre de Toledo. Es elegido primer arquitecto Juan de Badajoz el Viejo si bien trabajaron además de él Juan de Candamo de las Tablas y Pedro Bunyeres
 con las obras de transformación del presbiterio a capilla mayor.
En el siglo XVI se termina el pórtico y la torre de la fachada. Es lo que podemos contemplar de la catedral actual. En los siglos siguientes se hicieron obras y mejoras en muchas de las capillas.

### SigloXX
El 11 de octubre de 1934, en la quema de conventos de la Revolución de Asturias, un grupo de revolucionarios explosionó en la cripta de la Cámara Santa una bomba que arruinó gran parte del monumento y causó serios daños a la estructura. También sus obras de arte sufrieron grandes desperfectos y desaparecieron importantes reliquias, aun así se pudieron rescatar tesoros de la cripta como el Santo Sudario de los escombros. Se realizó la reconstrucción de este desastre entre 1939 y 1942, respetando en la medida de lo posible y reconstruyendo según el original.

## Descripción del edificio

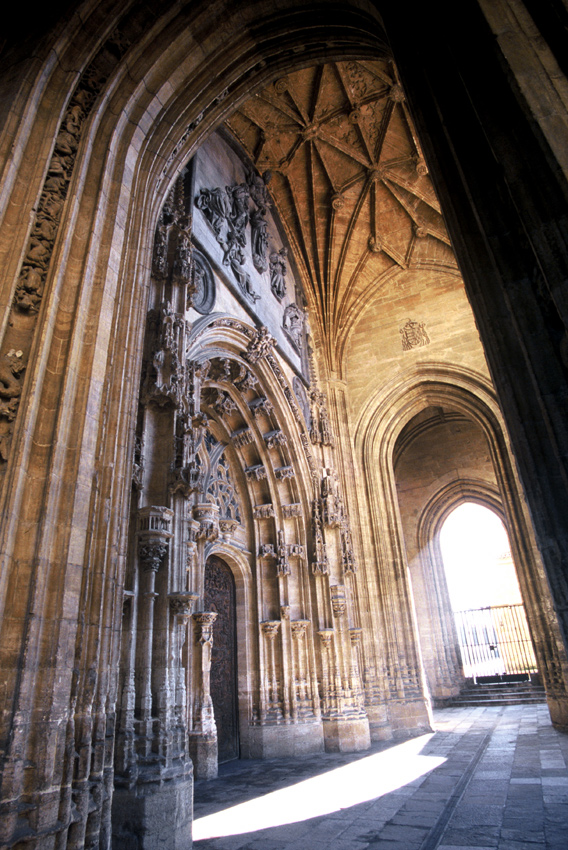
Pórtico

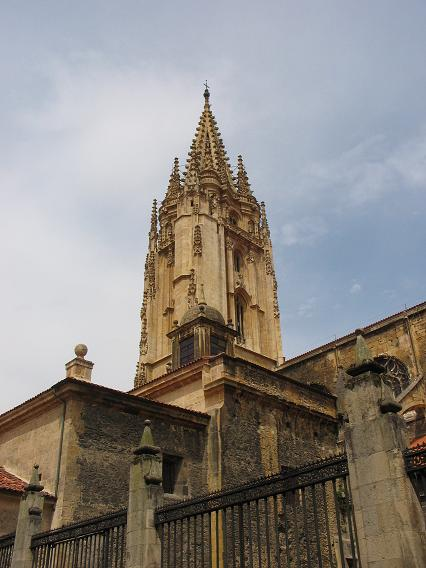
Vista de la torre

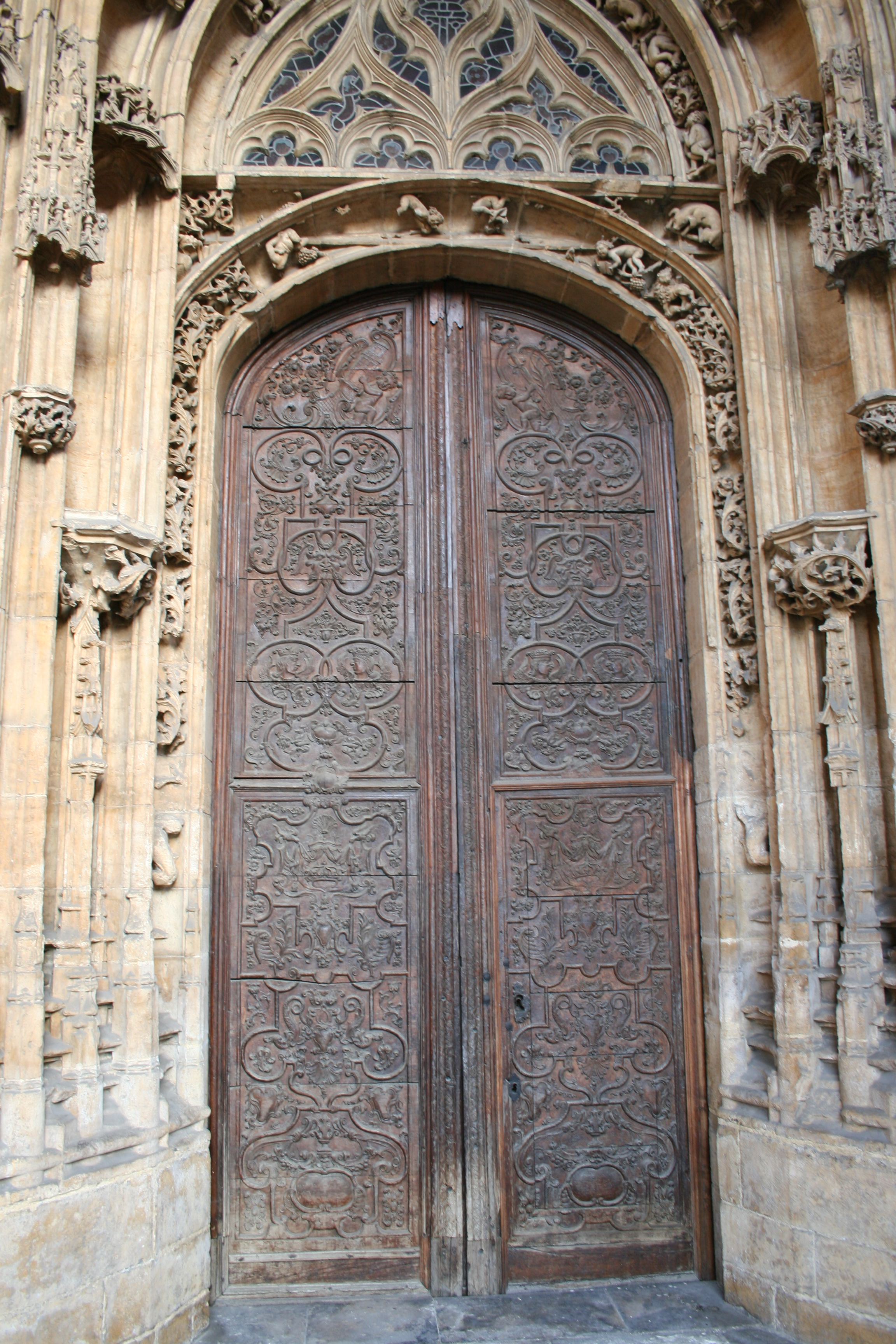
Puerta principal

Es de estilo gótico florido. Se tiene documentación del siglo XV con la que se demuestra que trabajaba en ella Bartolomé Solórzano, arquitecto procedente de Trasmiera (Cantabria) y que había intervenido ya en la catedral de Palencia.

### Exterior de la catedral

#### Fachada
La construcción de la actual fachada se inicia a comienzos del siglo XVI bajo el diseño de Juan de Badajoz. A pesar de la época de construcción se sigue utilizando el estilo gótico en vez del renacentista.
Se construye un pórtico de poca altura con tres arcos y tres puertas que dan acceso a cada una de las naves. Se cubre con una bóveda nervada casi plana. La portada central, la más importante tanto estéticamente como en tamaño, está coronada con un relieve de la Transfiguración y a su lado unas figuras en bajorrelieve que representan a Fruela I y a Alfonso II el Casto. Un poco más abajo unos medallones que representan al niño Jesús y a San Juan niño.
Las puertas realizadas en el siglo XVIII en nogal. La puerta de la nave central contiene en el centro de cada una de sus hojas una imagen del San Salvador y de Santa Eulalia de Mérida, ambos patronos de la catedral y del Principado de Asturias. Se accede al templo por la puerta de la izquierda.

##### Pórtico
El diseño inicial del pórtico se proyectaba con dos torres, no obstante, finalmente se decidió por la construcción de solo una.
La construcción de la torre de estilo gótico y renacentista se inicia en 1508 bajo la dirección de Rodrigo Gil de Hontañón sobre planos de Juan de Badajoz y se finaliza en 1587. Durante su construcción también colaboraron en mayor o menor forma Pedro de Buyeres, Pedro de la Tijera y Juan de Cerecedo.

##### Torre
Con una altura de 80 m está dividida en cinco cuerpos que van disminuyendo en tamaño según se asciende. La torre se inicia integrada al pórtico sobre los cuatro pilares que forman la arcada. Se remata con un templete formado por torres cilíndricas que finalizan en la flecha del pináculo.
En la torre podemos encontrar un reloj en el segundo piso, en el último piso el escudo del obispo de Oviedo Cristóbal Rojas Sandoval que ostentaba el cargo a la finalización de la torre y en cada sección una ventana con mainel que sostienen trenzados ojivales de piedra.
Esta torre es famosa en la literatura española del siglo XIX pues es una de las protagonistas inertes de la novela de Leopoldo Alas «Clarín» La Regenta. Desde su altura y con ayuda de un catalejo, vigilaba la ciudad don Fermín de Pas, el Magistral.

#### Campanario
La sala de campanas de la torre contiene a la Santa Cruz (fundida en 1539 con un peso de 1384 kg), Santa Bárbara (1818 y 116 kg), el Esquilón (1678 y 481 kg) y la más importante de todas ellas, Wamba. Destaca además de las campanas el mecanismo que también es antiguo.
Otras campanas situadas en las salas de campanas son:
- Timbal 2.º: fundida en bronce en 1893 por José Sota tiene un diámetro de 52 cm, una altura de bronce de 40 cm y un peso de 81 kg.
- Timbal 1.º: fundida en bronce en 1830 tiene un diámetro de 54 cm una altura de bronce de 47 cm y un peso de 91 kg.
- De posar: fundida en bronce en 1817 por José de Venero, tiene un diámetro de 78 cm, una altura de bronce de 70 cm un borde de 7 cm y un peso de 275 kg.

##### Campana Santa Cruz
Denominada así por tener la imagen de dos cruces en relieve, una grande con pedestal y la Cruz de los Ángeles en la cara opuesta. Esta campana fue fundida en 1539 con un diámetro de 1,54 m, una altura de bronce de 1,15 m, borde de 14 cm y un peso de 1384 kg.
Se pueden observar los siguientes epígrafes:
- «+ LAVDO DEVM VERVM PLEBEM VOCO CONGREGO CLERVM DEFVNCTOS PLORO PESTEM FVGO FESTA DECORO HOC OPVS FACTVM EST# ANNO DNI M DXXXIX» (ALABO AL DIOS VERDADERO, CONVOCO AL PUEBLO, CONGREGO AL CLERO, A LOS DIFUNTOS LLORO, HAGO HUIR LA PESTE, DECORO LAS FIESTAS. ESTA OBRA (ESTA CAMPANA) SE HIZO EL AÑO DEL SEÑOR 1539).
- «+ LAVDO DEVM VERVM PLEBEM VOCO CONGREGO CLERVM DEFVNCTOS PLORO PESTEM FVGO FESTA DECORO HOC OPVS FACTVM EST#».
- «ANNO DNI M DXXXIX».

##### Campana Santa Bárbara
Esta campana fue fundida en 1818 con un diámetro de 66 cm, una altura de bronce de 56 cm, borde de 7 cm y un peso de 166 kg.
Se puede leer una inscripción que indica «IHS MARIA Y JOPH SANTABARBARA ORAPRONOBIS. ANO DEI8I8»
Fotos de la campana.

##### Campana Esquilón
La campana denominada Esquilón fue fundida en 1678 con un diámetro de 94 cm, una altura de bronce de 85 cm, borde de 8 cm y peso de 481 kg.
En la campana se distinguen las siguientes inscripciones:
- En la parte superior: «IHS MARIA # JOSEPH # SALBATOR MVNDI MISERERE # NOBIS # " aunque pudieron escribir lo como "IHSUS MARIA JOSEPH SALVATOR MUNDI MISERERE NOBIS» (JESÚS, MARÍA Y JOSÉ. SALVADOR DEL MUNDO, TEN MISERICORDIA DE NOSOTROS ).
- Una gran cruz con pedestal y tres clavos en el medio. Al lado de la gran cruz varias cruces.
- «CONMIBOZ SONORA SIRBO EN ESTE SVELO A LA QVE EN EL CIELO ES EMPERADORA AONDE I 6 7 8 # # # # # #»

##### Campana Wamba
Fundida en 1219, es la campana más antigua en funcionamiento de España. Su creación se remonta a la basílica anterior a la iglesia gótica actual. Sigue en activo dando el toque de las horas a pesar de estar rajada, circunstancia que merma su sonido.
Encargada por el canónigo de la catedral Pedro Peláez Cabeza en 1219, bajo el mandato del obispo Juan González, está hecha en bronce con un peso de 833 kg, un diámetro de 130 cm, una altura de bronce de 105 cm y un borde 13 cm.
La epigrafía de la campana está compuesta por:
- « ⋮ + ⋮ MENTE ⋮ SCA ⋮ SPONTANEAM ⋮ HONOREM ⋮ DEO ⋮ ET ⋮ PATRIE ⋮ LIBERACIONIM ⋮ XPS ⋮ TONAT ⋮ XPS ⋮ SONAT ⋮ XPS ⋮ VINCIT ⋮ XPS ⋮ REGNAT ⋮ XPS ⋮ IMPERAT", que debieron escribir "MENTEM SANCTAM SPONTANEAM HONOREM DEO ET PATRIE LIBERACIONEM. XPISTOS TONAT, XPISTOS SONAT, XPISTOS VINCIT, XPISTOS REGNAT, XPISTOS IMPERAT» (Para dar honra a Dios y libertad a la Patria, Cristo llama, Cristo vence, Cristo impera, Cristo reina).
- en la mitad está escrito: «+ IN NMºE ⋮ DNI ⋮ AMEN ⋮ EGO ⋮ PETRVS ⋮ PELAGII ⋮ CABESZA ⋮ CANICº HOC OPVS ⋮ FIERI ⋮ IVSSI ⋮ IN HONOREM ⋮ SCI ⋮ SALVATORIS ⋮ ERA ⋮ MILLA ⋮ COC: LA ⋮ VA II ⋮ " que debieron escribir "IN NOMINE DOMINI AMEN. EGO PETRUS PELAGI CABEZA CANONICO HOC OPUS FIERI IUSSI IN HONOREM SANCTI SALVATORIS ERA MCCLVII» (EN EL NOMBRE DEL SEÑOR AMÉN. YO, PEDRO PELAYO CABEZA, CANÓNIGO, HICE FUNDIR ESTA CAMPANA (ESTA OBRA) EN HONOR DEL SANTÍSIMO SALVADOR, EN LA ERA MCCLVII (1219)).

Son destacables también las asas de la campana, en las que se representan unas caras monstruosas.
La campana suena en festividades de grande solemnidad.
Su uso está informatizado, habiendo sido el último campanero el señor Cartón.
No se sabe el nombre de su procedencia, coincide con el nombre de un rey godo y de una parroquia en Valladolid.
Se desconoce dónde se construyó, posiblemente los hornos estén enterrados en algún lugar cercano, ya que se pudo construir el horno por un campanero itinerante que desapareció al hacer su trabajo.
El sonido es grave dadas sus medidas, ya que produce unas ondas anchas. Tiene sus macillos instalados.

Ha sobrevivido a cañonazos que desmocharon la flecha, terremotos, rayos, incendios, traslados, etc.

### Interior de la catedral

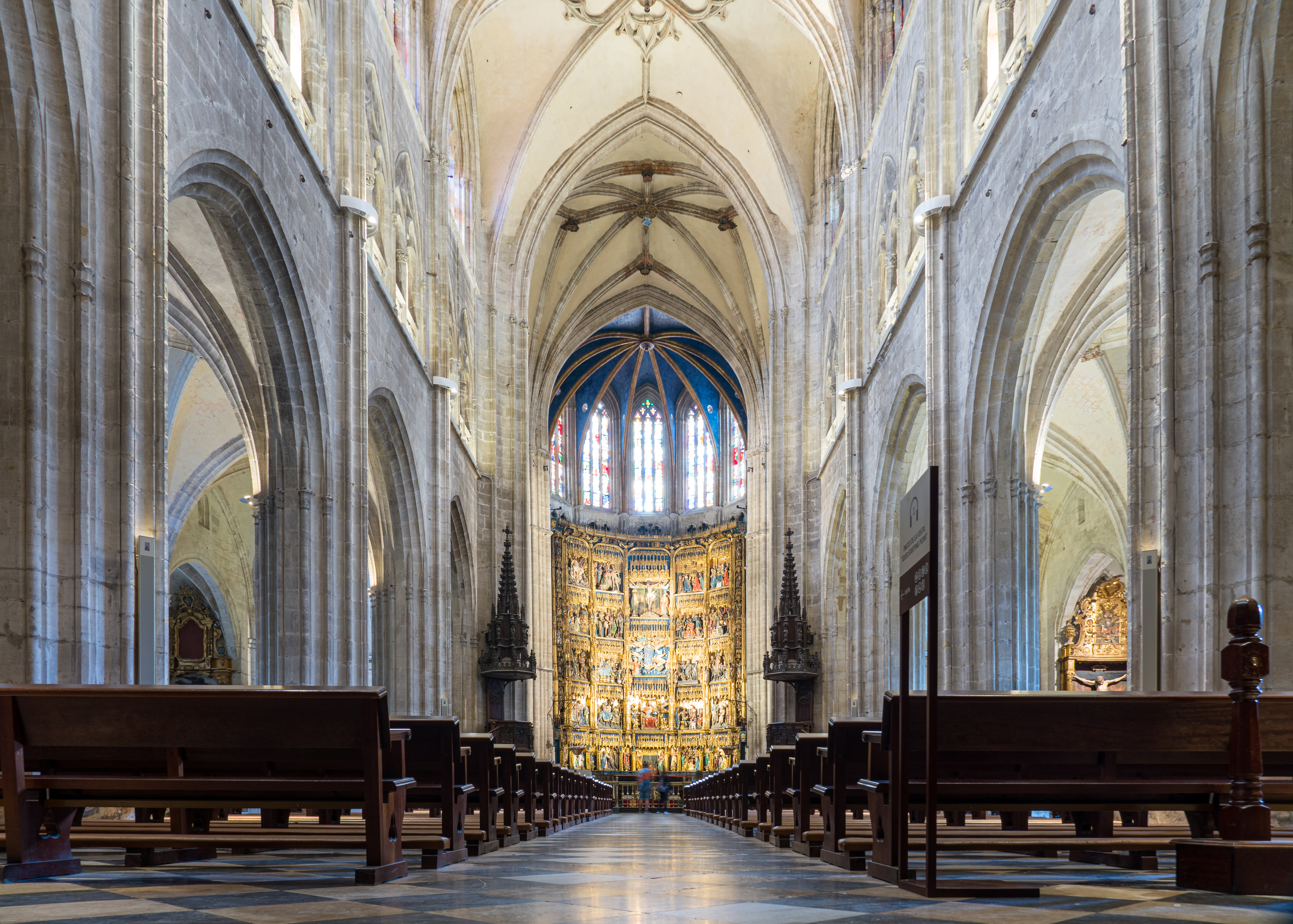
Nave central

El templo, de planta de cruz latina formada por tres naves. La mayor de ellas tiene una anchura de 10 m, 67 m de largo y 20 m de altura, una altura mayor que las otras dos que tienen 6 m de ancho.
Originalmente contaba con una cabecera de tipo escalonado, con un ábside semicircular central flanqueado por otros dos ábsides menores; en el Barroco se reformó en parte esta zona del coro para construir un deambulatorio con capillas radiales.
Organizada en tres naves, la central más alta y con diez metros es más ancha que las laterales de seis, la catedral igualmente presenta capillas abiertas entre los contrafuertes, solución arquitectónica habitual en este tipo de edificios. Los soportes que separan las naves y sostienen las bóvedas son de tipo fasciculado, formados por grandes bloques pétreos trabajados a la manera de manojos de haces; en alzado, el templo presenta una organización tripartita claramente apreciable: arcadas de separación de naves (ojivales y molduradas), triforio (formado por parejas de vanos, decorados con sinuosa tracería y antepecho de puro estilo flamígero) y claristorio con ventanales vidriados. Las bóvedas que cubren los diversos tramos son de crucería, aunque de gran complejidad dada la cronología avanzada del edificio.

#### Nave derecha
La nave derecha (o de la Epístola) contiene, de los pies a la cabecera:
- Capilla de Santa Bárbara o de San Miguel. Fundada por el obispo Bernardo Caballero Paredes en estilo Barroco para panteón personal posee un importante retablo obra de Luis Fernández de la Vega. Da nombre a la capilla una imagen de la santa obra del siglo XVII de Antonio Borja.
- Capilla de San Martín de Tours, del siglo XVII. Retablo obra de Luis Fernández de la Vega con la imagen del santo en el centro. Arriba, la Inmaculada. En el zócalo, los Padres de la Iglesia.
- Capilla de San Roque. Conocida también con el nombre de capilla de la Natividad data del siglo XVI. Construida por orden del abad de Teverga, Fernando de Llanes, para albergar su sepulcro destaca sobre el retablo la imagen del santo obra de José Bernardo de la Meana en el año 1658.
- Capilla de San Antonio. Capilla de estilo gótico contiene un retablo barroco con elementos de Rococó obra de José Bernardo de la Meana de mediados del siglo XVIII. En la capilla se encuentran tres tumbas.
- Capilla del Santo Cristo de Velarde, gótica. Su retablo es barroco y en el centro hay un Cristo crucificado atribuido a Berruguete (siglo XVI). Es una de las joyas más valiosas de la catedral.
- Capilla de Santa Eulalia de estilo plateresco del siglo XVII. Encargada por el obispo Pedrejón al arquitecto Francisco Menéndez Camina.[28] Tiene un templete central con la urna de plata con los huesos de la santa. Alrededor de este templete se arremolinaban los peregrinos. Es una capilla bastante lujosa.

#### Imagen de San Salvador

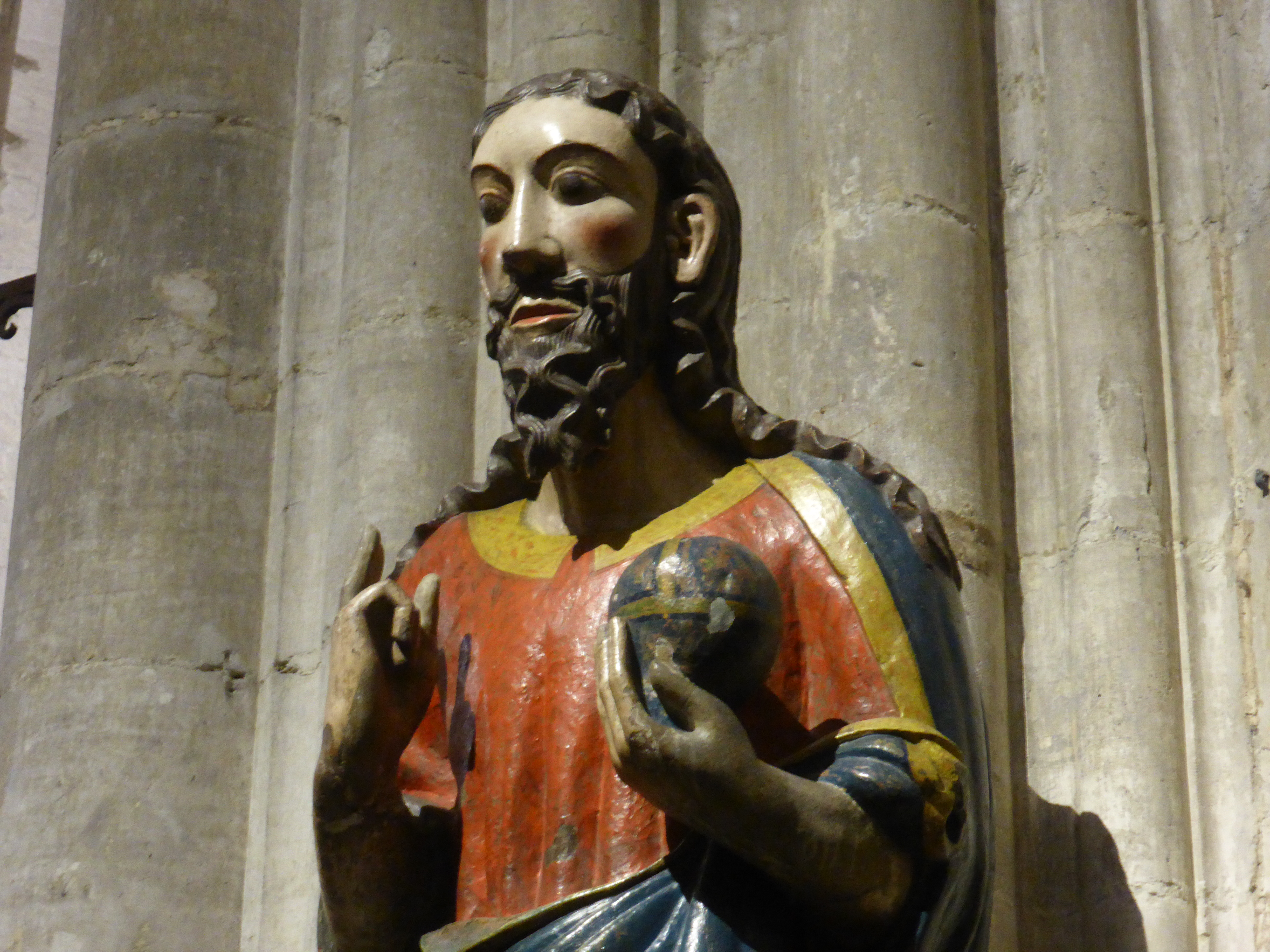
Imagen medieval de El Salvador. Cristo bendiciendo y con una esfera cósmica

En la nave derecha y antes de llegar a la capilla mayor se encuentra Imagen de San Salvador, escultura del siglo XIII que está adosada al pilar del arco sur del crucero (en la girola). Se cree que procede de la anterior basílica románica.
Era la meta principal para los peregrinos.
A sus pies rezó largamente el papa Juan Pablo II en 1989.

#### Cámara Santa
La Cámara Santa, catalogada como Patrimonio de la Humanidad por la Unesco, fue construida por Alfonso II a comienzos del siglo IX cuando reconstruyó la iglesia de estilo prerrománico asturiano/Arte Asturiano dedicada a San Salvador y que había sido erigida por Fruela I en el siglo VIII y posteriormente destruida por los musulmanes.
La Cámara Santa es una capilla palatina que se encuentra adosada a la Torre de San Miguel, resto del Palacio de Fruela y que hoy en día se encuentra integrada en la catedral de estilo gótico de Oviedo. Desde el siglo IX se guardan en ella los Tesoros y Reliquias de la Catedral. Gran parte de estas reliquias habían sido traídas desde Toledo; como el Arca Santa (siglo XI), el Santo Sudario, reliquias de la Vera Cruz, el Cristo Nicodemus (siglo XII) y otras para alejarlas de territorio musulmán y del peligro de pérdida que ello suponía.
En este apartado se puede destacar una colección de esculturas románicas que están consideradas como una de las obras cumbres de este periodo. Se trata de seis parejas de estatuas que forman un apostolado y que está situadas en las cuatro esquinas y una a cada lado en los muros a media distancia de las esquinas, las basas y los capiteles de estas estatuas son también de gran importancia escultórica.
La Cámara es importante también por las reliquias que están depositadas en ella. De estas reliquias se puede destacar: El Arca Santa, el Santo Sudario, la Cruz de la Victoria, la Cruz de los Ángeles y la Arca de las Ágatas, como principales objetos.

#### Cripta de Santa Leocadia

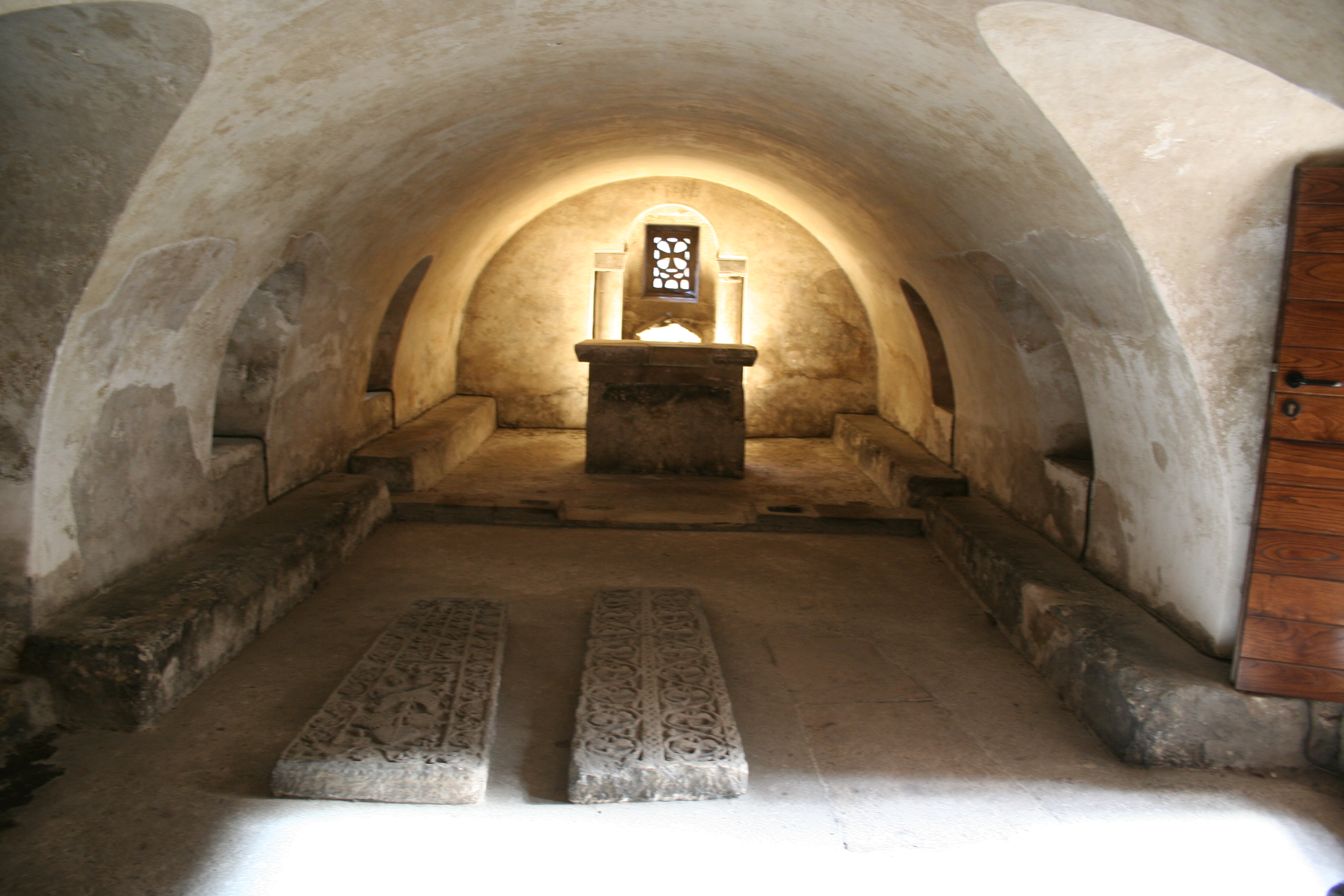
Cripta de santa Leocadia

La cripta de Santa Leocadia está situada en el interior de la catedral de Oviedo. La cripta es uno de los vestigios más antiguos que se conservan del conjunto de edificios palatinos y eclesiásticos existentes en la zona en tiempos de Alfonso II el casto de los que también forma parte la iglesia de San Tirso, si bien la construcción de la cripta se atribuye a Alfonso III.
La cripta formó parte de un conjunto de dos santuarios superpuestos, pero sin comunicación entre ellos, la cripta es el santuario inferior y el superior es la cámara Santa.

#### Claustro

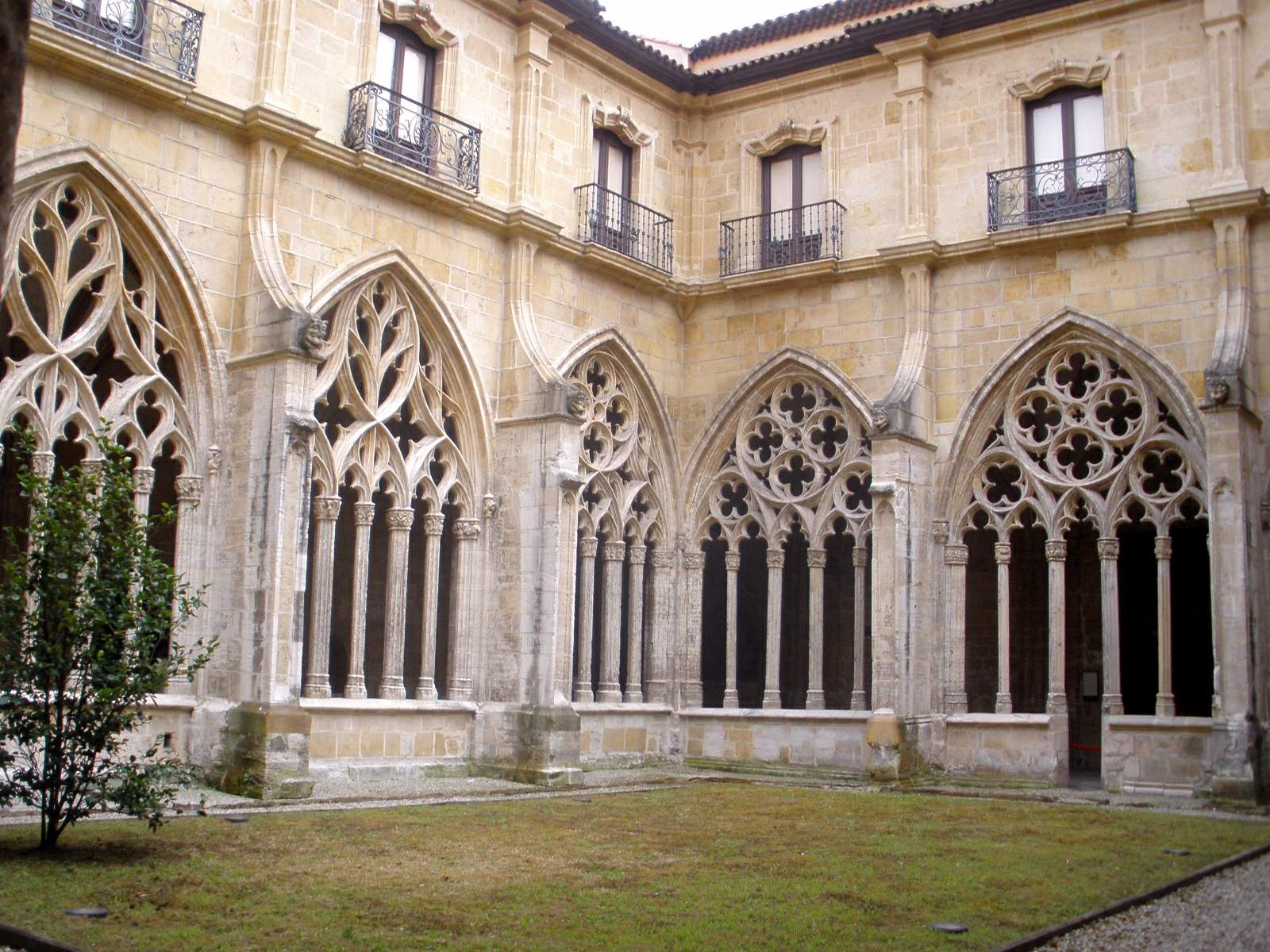
Claustro

El claustro es una obra gótica construida en diferentes fases iniciándose en el año 1300 y dándose por concluido en 1441. Tiene forma rectangular con unas dimensiones de 27 x 32 m en el que los lados largos están formados por una arcada de cuatro arcos y los cortos por tres. Sustituyó al antiguo claustro románico del siglo XII. En el siglo XVIII el recinto sufrió un importante cambio a cargo del arquitecto Riva Ladrón de Guevara al serle añadido el piso y la balconada superior. Debido a la dilatación en el tiempo de la factura del claustro se pueden observar en él diferentes estilos arquitectónicos:
- Lado norte y 2 tramos del este (contiguo a la sala Capitular), gótico clásico. La obra bajo el auspicio de Fernando Álvarez de las Asturias se construyó entre 1300 y 1350.

- Lado sur y oeste, gótico manierista del siglo XIV. Construida esta parte entre 1350 y 1400 se parte del lateral oeste y se continúa por la sur. La obra fue promovida por Alfonso XI y los obispos Sancho y Alfonso II.

- Lado este, gótico florido, siglo XV. Se inicia la construcción de esta parte en 1412 finalizándose en 1441 siendo su fundador el obispo Diego Ramírez de Guzmán.

- El piso superior es barroco del siglo XVII, se construye en la ampliación ejecutada por Riva Ladrón de Guevara. Formado por catorce ventanas todas ella con balcón que da al patio interior central.

Tras esta sucesión de obras el claustro actual se nos presenta como un patio cerrado rectangular con un pequeño jardín en su interior y una amalgama de diferentes variantes arquitectónicas del gótico e incluso elementos románicos (esculturas a la entrada de la sala capitular) o barrocos (segundo piso del claustro).
Contiene en total 167 capiteles decorados destacando la ménsula de la cacería regia y el Agnus Dei procedente del desaparecido claustro románico.
Alrededor del claustro se suceden diferentes sepulcros como el de Frigión de Cifuentes o el del deán Pedro Gay (1348-1369) del siglo XIV. Otros elementos destacables del interior del claustro son la lápida del obispo don Pelayo y la puerta barroca del archivo obra de José Bernardo de la Meana.
Desde el claustro se accede a la sala capitular.

#### Sala Capitular
Desde la galería oeste del claustro se accede a la sala Capitular. La sala es la parte más antigua de la estructura gótica de la catedral al ser el lugar en el que en 1293 comenzarían las obras de construcción del templo bajo el patrocinio del chantre Pedro Esteban y el deán Fernando Alonso que se convertiría en obispo entre 1296 y 1301 que llegó a donar en 1300 la cantidad de 2000 maravedíes.
Se construye en planta cuadrada de 9,65 x 9,70 m destacando el grosor de los muros y la ausencia casi total de ventanas remata por una bóveda nervada de ocho paños de estructura octogonal. La sucesión de la planta cuadrada a la bóveda octogonal se realiza mediante cuatro trompas. En el suelo, originalmente a menor nivel que en la actualidad, se encuentran varias sepulturas. En estas sepulturas se encuentran los restos de Álvaro Fernández y el arcediano Miguel Fernández
La obra de la sala se finaliza en 1314.
Es aquí donde se sitúan los restos de la sillería de coro de la catedral, obra realizada entre 1491 y 1497 por diversos maestros extranjeros, entre los que se encuentra el escultor gótico Alejo de Vahía. También nos encontramos el retablo llamado de Las Lamentaciones o del Llanto sobre el Cristo del siglo XV.

#### Capilla Mayor

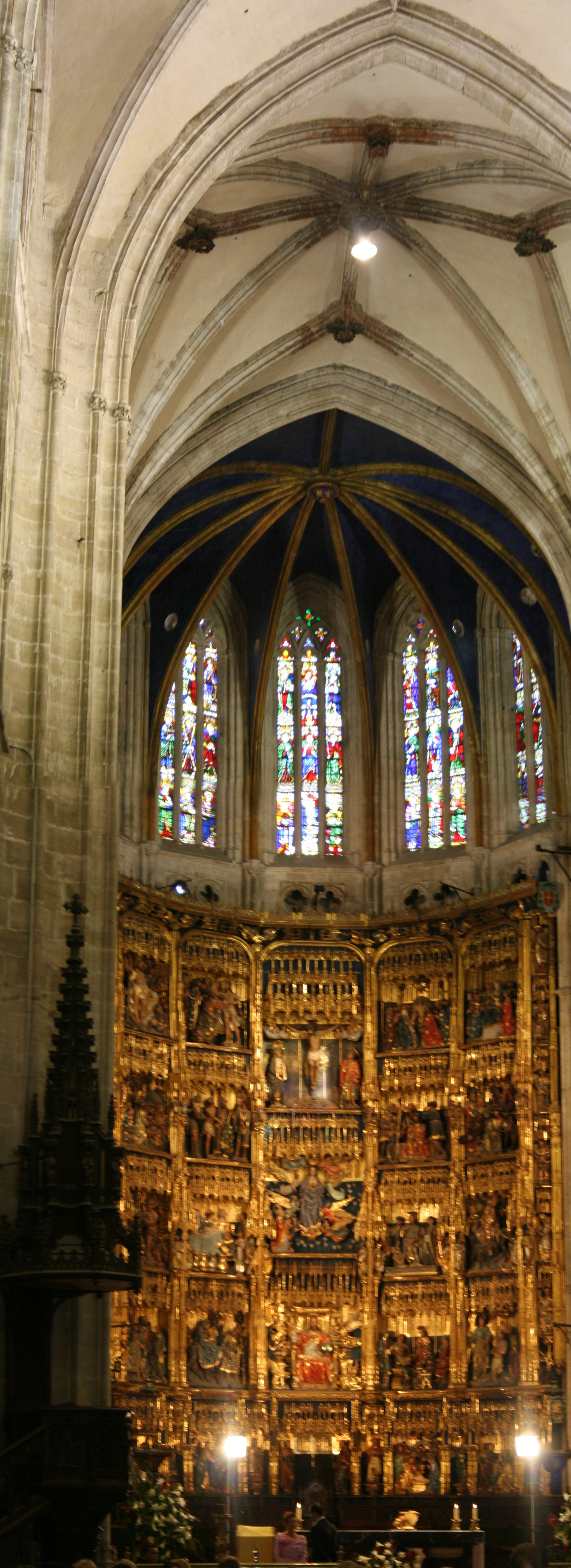
Retablo mayor

Situada en el ábside de la catedral la capilla gótica tiene forma poligonal cerrándose con dos líneas de vidrieras de las que solo la superior es visible hoy en día al estar tapada la otra por el retablo principal del templo. Se inicia su construcción en 1388 considerando este momento el inicio de construcción de la parte principal de la catedral gótica.
En su interior se puede observar de izquierda a derecha:
- Sepulcro con escultura orante de Juan Arias de Villar, obispo de Oviedo entre 1487 y 1498. Se encuentra vacío pues los restos mortales se trasladaron a la Catedral de Segovia.
- Retablo mayor: Dedicado a San Salvador se inicia su construcción por orden de Valeriano Ordóñez Villaquirán en 1511 por Giralte de Bruselas siendo finalizado en 1531 por Juan de Balmaseda y Miguel Bingeles. En la decoración pictórica intervienen León Picardo y en menor medida Alonso Berruguete. En sus 12 x 12 m se representan 24 escenas de la vida de Jesús.

En el siglo XVII se realiza la construcción de la girola compuesta de cinco pequeñas capillas radiales. En ella se encuentran la sacristía y la capilla de Covagonga. En esta pequeña capilla se encuentra el sepulcro del obispo Gutierre de Toledo en un lateral, y bajo el altar, los restos de san Melchor de Quirós, primer santo asturiano.

#### Nave Izquierda
- Capilla de la Anunciación o de los Vigiles del siglo XVII. Encargada por el obispo de Valladolid y de Segovia Juan Vigil de Quiñones (muerto en 1617), que en 1615 había recibido la cesión del cuarto tramo del lado del Evangelio para hacer su capilla familiar. El arquitecto encargado fue Juan de Naveda (1590-1638), que remató la obra tras diversos avatares en 1640. La planta es central, el estilo es barroco clasicista y se caracteriza por su bóveda baída calada con un óculo rematado en una linterna, pilares de fuste acanalado y capiteles de orden compuesto. Tiene una reja hermosa del siglo XVII y una escultura orante de Juan Vigil de Quiñones, obra de Luis Fernández de la Vega. Completa la decoración un retablo clasicista (estucado en blanco en el siglo XIX), también de Luis Fernández de la Vega, con dos relieves superpuestos que representan la Anunciación y el Bautismo de Jesús, con cuatro pasajes de la vida de Cristo en el banco, y un Dios redentor en el ático. Durante su restauración en su subsuelo se hallaron restos estructurales de la perdida capilla de Santa María, la del Rey Casto.
- Capilla de la Asunción que contiene el Retablo de la Inmaculada en el crucero, en el lado norte. Del siglo XVIII. Era el lugar preferido de los peregrinos junto con la de Santa Eulalia y la hornacina de la Hidria (palabra que nos viene del griego a través del latín y que significa cántaro o vasija grande).
- Hornacina de la Hidria, de siglo XV. Según se cuenta, la hornacina contiene una de las 6 tinajas de las Bodas de Caná. Admite 100  l. Se muestra al público el 21 de septiembre, festividad de San Mateo y se puede beber del agua previamente bendecida. Normalmente está cerrada al público y pasa totalmente desapercibida.

##### Capilla de Santa Eulalia de Mérida
Capilla dedicada a la patrona de la diócesis de Oviedo es una capilla barroca de planta de cruz griega rematada por una gran cúpula con profusa decoración barroca.
Fundada en el siglo XVII por orden del obispo Simón García Pedrejón y ejecutada por la familia Menéndez Camino (padre e hijo) contiene un baldaquino barroco obra de Domingo Suárez de la Puente con reliquias de la santa.
En la capilla se encuentran enterrados varios obispos, entre ellos su fundador.

##### Capilla de Nuestra Señora del Rey Casto

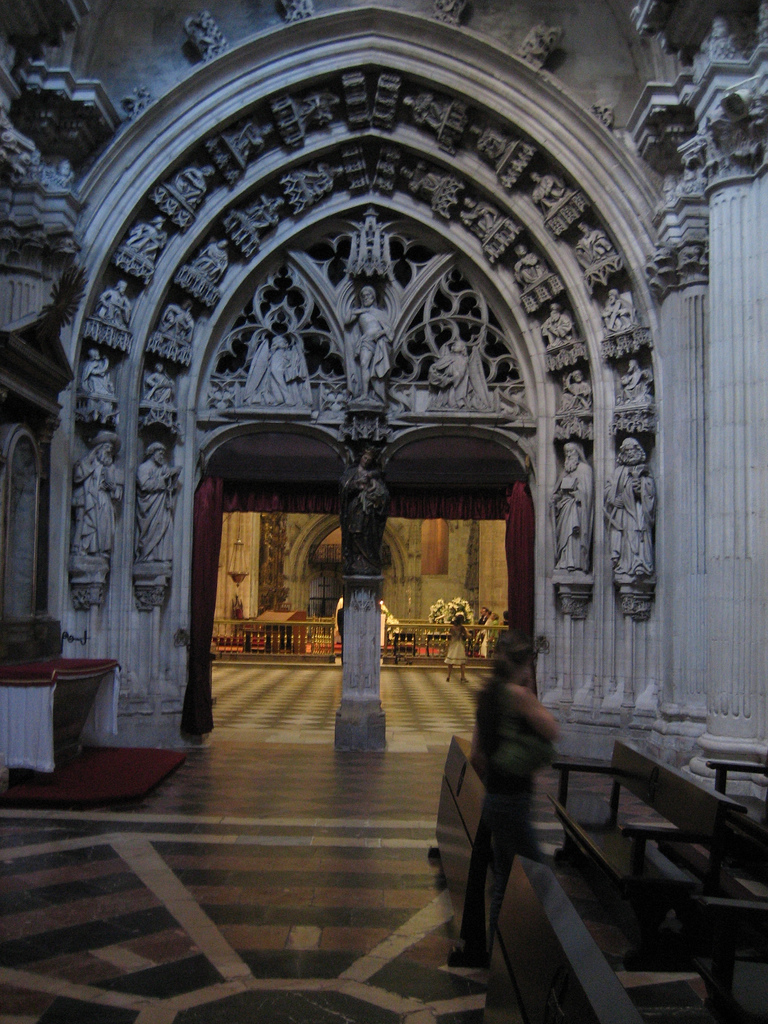
Portada de la capilla de Ntra. Sra. del Rey Casto

La capilla de Nuestra Señora del Rey Casto fue edificada por orden del obispo Tomás Reluz en 1705, sobre otra capilla fundada por Alfonso II el Casto en el siglo IX, y se estructura paralela a la catedral formando un templo aparte con entrada exterior propia a través de un jardín situado a la izquierda de la catedral. Es obra de Bernardo de Haces y por Luis de Arce.
Se une a la catedral por la gran puerta obra de Juan de Malinas construida entre 1470 y 1485 en estilo gótico tardío. La puerta se divide en dos por un parteluz en el que se esculpió la figura de La Virgen con el Niño flanqueada en los laterales de las puertas por las figuras de los apóstol es Santiago y San Pedro y a la derecha San Pablo y San Andrés. Al lado, a la izquierda de la puerta y antes de entrar a la capilla se puede ver una inscripción pétrea de Alfonso III el Magno que se traduce:

En el nombre del señor Dios y salvador nuestro Jesucristo, y a la gloria de todos, de la gloriosa Santa María Virgen, a los doce apóstoles y restantes santos mártires... el príncipe Alfonso hijo del rey Ordoño de santa memoria mandó edificar esta fortificación con la esposa Scemena, habiéndoles nacido dos hijos, para que la defensa de la fortificación del aula del tesoro de esta santa iglesia permanezca sin daño; precaviendo que nada perezca, pues los gentiles suelen apresurarse con su ejército pirata naval, Dios no lo quiera. Esta obra ofrecida por nosotros, sea concedida en perenne posesión a la misma iglesia.

En esta capilla estuvieron sepultados algunos reyes asturianos. Fue el primer panteón de la monarquía española. Sobre las pechinas de los arcos torales hay bustos de varios reyes asturianos.
En la nave norte hay un buen retablo de la Virgen de la Luz del siglo XVI, de la escuela de Juan de Juni. A su lado, cuatro pequeños apóstoles; en el ático está la figura de Dios Padre. Tiene también dos imágenes en mármol de San Pedro y San Pablo del siglo XVIII. Había la costumbre de girar la llave de San Pedro para abrir al alma las puertas del cielo.

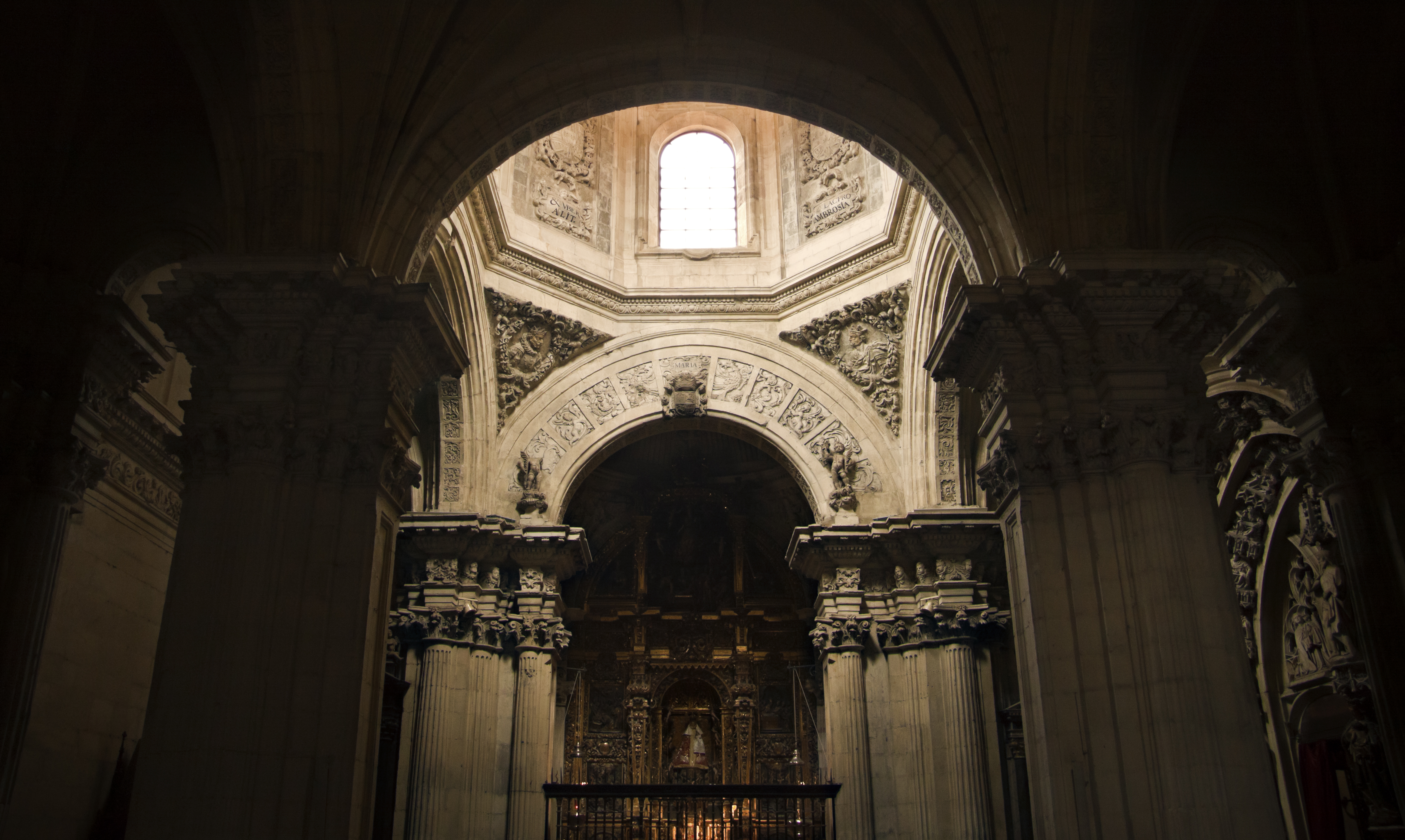
Interior de la capilla de Ntra. Sra. del Rey Casto. Iluminado mediante un cimborrio

En el interior de la capilla se encuentra el Panteón de reyes de la Catedral de Oviedo, en cuyo centro se encuentra el sepulcro de Ithacio, con lauda del siglo V.

##### Panteón de reyes

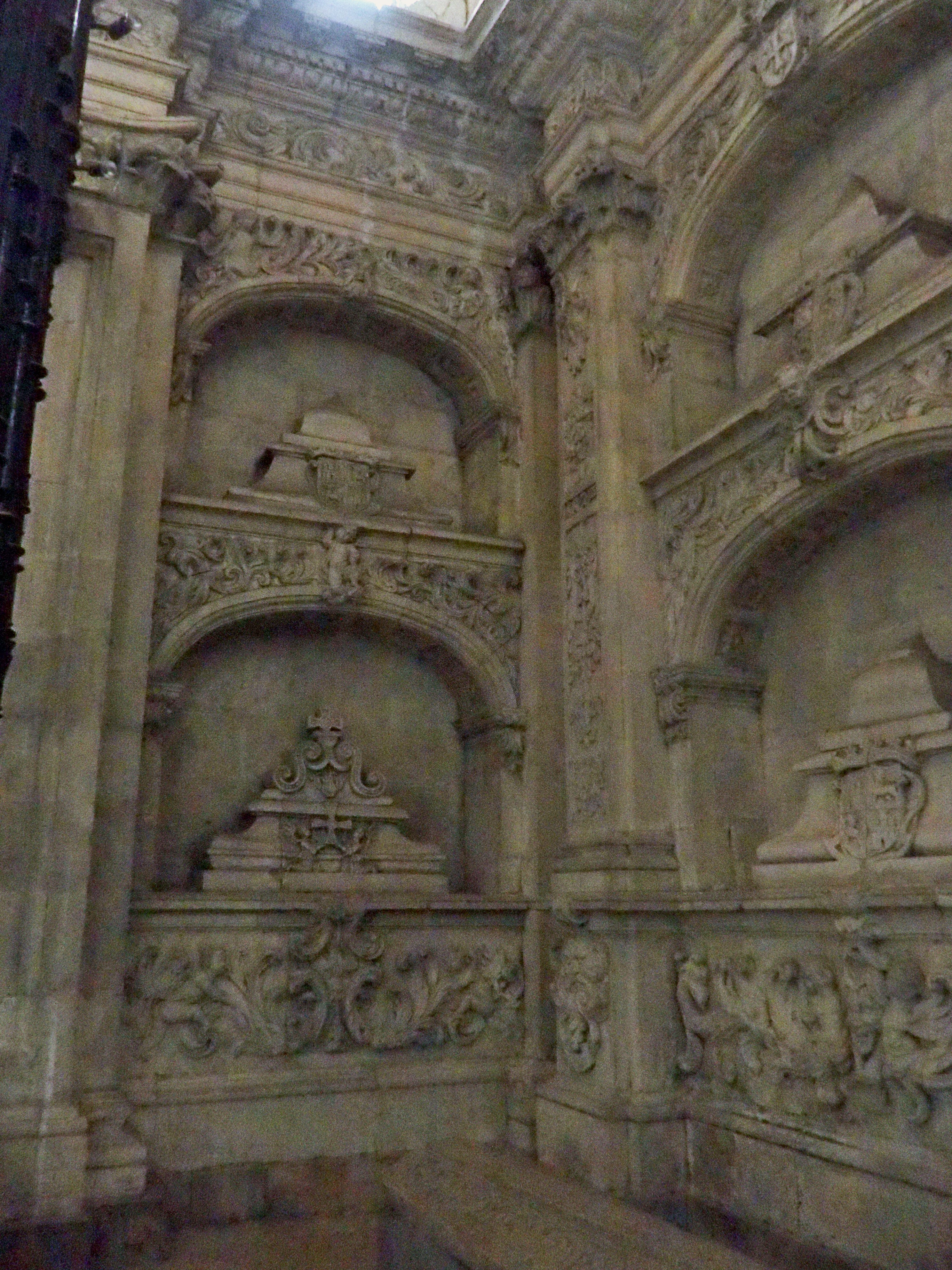
Panteón de reyes de la Catedral de Oviedo

Se encuentra ubicado en el interior de la capilla de Nuestra Señora del Rey Casto y en él recibieron sepultura numerosos miembros de la realeza astur-leonesa durante la Alta Edad Media. El primitivo panteón real se encontraba en el interior de la iglesia de Nuestra Señora del Rey Casto, adosada a la Catedral de Oviedo, y había sido construido por deseo del rey Alfonso II el Casto, en el siglo IX.
El primitivo panteón real y la primitiva iglesia de Nuestra Señora del Rey Casto fueron demolidos a principios del siglo XVIII, debido a su mal estado de conservación, por iniciativa de Tomás Reluz, obispo de Oviedo, y ambos fueron posteriormente reedificados y consagrados en 1712.
Los miembros de la realeza astur-leonesa que se encuentran sepultados en la actualidad en las urnas barrocas del Panteón de reyes de la Catedral de Oviedo, según refieren diversos historiadores, son los siguientes:
- Fruela I de Asturias (722-768), rey de Asturias. Hijo de Alfonso I el Católico y de la reina Ermesinda.
- Bermudo I de Asturias (m. 797), apodado el Diácono, hijo de Fruela de Cantabria, sobrino de Alfonso I el Católico y sucesor del rey Mauregato de Asturias.[36]
- Alfonso II el Casto (759-842), rey de Asturias. Hijo de Fruela I de Asturias y nieto de Alfonso I el Católico.
- Ramiro I de Asturias (790-850), rey de Asturias. Primo y sucesor de Alfonso II el Casto e hijo de Bermudo el Diácono.
- Ordoño I de Asturias (830-866), rey de Asturias. Hijo y sucesor de Ramiro I de Asturias.
- Alfonso III el Magno (848-910), rey de Asturias. Hijo de Ordoño I de Asturias.
- García I de León (871-914), rey de León. Hijo de Alfonso III el Magno y de la reina Jimena de Asturias.
- Fruela II de León (c. 875-925), hijo de Alfonso el Magno y hermano del anterior.[37]
- Reina Munia de Álava, esposa del rey Fruela I de Asturias y madre de Alfonso II el Casto.
- Reina Berta, esposa del rey Alfonso II el Casto.[38]
- Reina Munia, esposa del rey Ordoño I de Asturias y madre de Alfonso III el Magno.
- Reina Jimena de Asturias (m. 912), esposa del rey Alfonso III el Magno. Hija de García Íñiguez de Pamplona y madre de García I, Ordoño II y Fruela II.
- Reina Elvira Menéndez (m. 921), esposa de Ordoño II de León y madre de Alfonso IV y de Ramiro II.
- Reina Urraca Sánchez (m. 956), esposa de Ramiro II de León y madre de Sancho I de León.
- Reina Teresa Ansúrez (m. 997), esposa de Sancho I de León, rey de León y madre de Ramiro III de León.

## Archidiócesis de Oviedo

### Obispos
- 1846 - Ignacio Díaz Caneja y Sosa
- 1860 - Juan Ignacio Moreno
- 1863 - José Luis Montagut
- 1868 - Benito Sanz y Forés
- 1882 - Sebastián Herrero Espinosa de los Monteros
- 1884 - Ramón Martínez Vigil
- 1905 - Francisco Javier Baztán y Urniza
- 1921 - Juan Bautista Luis Pérez
- 1934 - Justo de Echeguren y Aldama
- 1938 - Manuel Arce y Ochotorena
- 1944 - Benjamín de Arriba y Castro
- 1949 - Francisco Javier Lauzurica y Torralba

### Arzobispos
- 1961 - Francisco Javier Lauzurica y Torralba (arzobispo coadjutor: Segundo García Sierra)
- 1964 - Vicente Enrique y Tarancón
- 1969 - Gabino Díaz Merchán (obispo Auxiliar: a partir de 1970: Elías Yanes Álvarez; desde 1993: Atilano Rodríguez Martínez)
- 2002 - Carlos Osoro Sierra (obispo Auxiliar desde 2005: Cecilio Raúl Berzosa Martínez)
- 2010 - Jesús Sanz Montes (obispo Auxiliar desde 2013: Juan Antonio Menéndez Fernández)

## En la cultura popular
Existe una cuarteta sobre la Catedral en referencia al Camino de Santiago que dice:

El que va a Santiago
y no va al Salvador
visita al criado
y deja al Señor.